# 茹瓦约斯
茹瓦约斯（法語：Joyeuse，法語發音：[ʒwajøz] ⓘ）是法国阿尔代什省的一个市镇，属于拉让蒂耶尔区。

## 地理
茹瓦约斯（44°28'46"N, 4°14'16"E）面积13.04 平方千米，位于法国奥弗涅-罗讷-阿尔卑斯大区阿尔代什省，该省份为法国东南部内陆省份，北起顺时针与卢瓦尔省、伊泽尔省、德龙省、沃克吕兹省、加尔省、洛泽尔省和上盧瓦爾省接壤。
与茹瓦约斯接壤的市镇（或旧市镇、城区）包括：拉博姆、拉布拉谢尔、里布、罗西耶尔、圣阿尔邦-欧里奥勒、韦尔农。

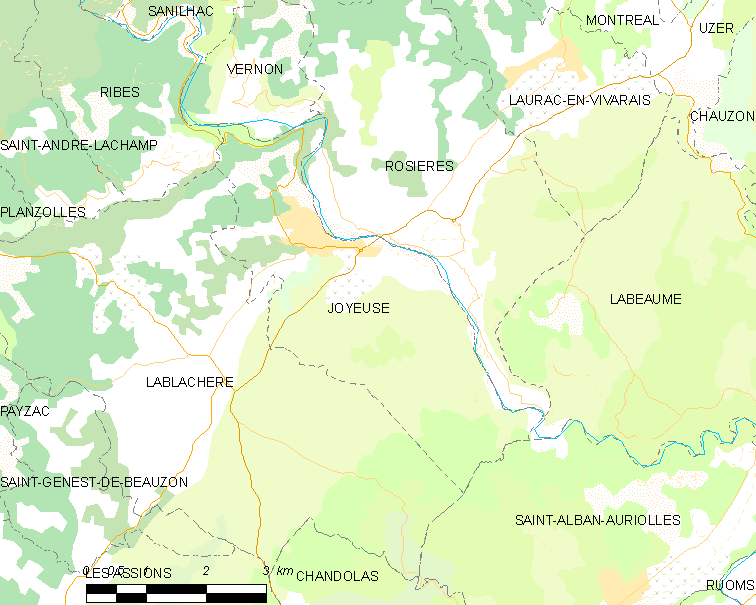
茹瓦约斯的OSM定位图

茹瓦约斯的时区为UTC+01:00、UTC+02:00（夏令时）。

## 行政
茹瓦约斯的邮政编码为07260，INSEE市镇编码为07110。

## 政治
茹瓦约斯所属的省级选区为阿尔代什塞文县。

## 人口

1962-2008年间茹瓦约斯人口变化图示

茹瓦约斯于2022年1月1日时的人口数量为1760人。